# Helsinki Challenger 1991
L'Helsinki Challenger 1991 è stato un torneo di tennis facente parte della categoria ATP Challenger Series nell'ambito dell'ATP Challenger Series 1991. Il torneo si è giocato a Helsinki in Finlandia dal 4 al 10 novembre 1991 su campi in sintetico indoor.

## Vincitori

### Singolare
Michiel Schapers ha battuto in finale  Alex Antonitsch con il punteggio di 7–6, 4–6, 7–5

### Doppio
Tarik Benhabiles /  Henri Leconte hanno battuto in finale  Alex Antonitsch /  Glenn Layendecker con il punteggio di 7–5, 7–6